# Pseudacanthorrhinus
Pseudacanthorrhinus är ett släkte av skalbaggar. Pseudacanthorrhinus ingår i familjen Dryophthoridae.
Kladogram enligt Catalogue of Life:
| Pseudacanthorrhinus | \| \| Pseudacanthorrhinus bipodex \| \| \| \| |
|                     | \| \| Pseudacanthorrhinus bipodex \| \| \| \| |
|                     | Pseudacanthorrhinus bipodex                   |
|                     |                                               |